# Courrier véritable des Pays-Bas
Ne doit pas être confondu avec Courrier des Pays-Bas.
Le Courrier véritable des Pays-Bas est le premier hebdomadaire imprimé à Bruxelles.
Il commença à paraître en 1649 et, sous des noms variés, parut presque régulièrement jusqu'en 1791. La langue de rédaction était le français.

## Dénominations successives
- 1649 : Le Courier veritable des Pays-Bas ou Relations fidelles extraites de diverses lettres (du no 1, août 1649, au no 19, décembre 1649).
- 1650-1740 : Relations veritables, extraittes de diverses lettres & advis.
- 1741-1759 : Gazette de Bruxelles (suspendue de janvier 1746 à mars 1749).
- 1759 : Gazette Françoise des Pays-Bas (du no 1, 1er mai 1759, au no 12, 8 juin 1759).
- 1759-1791 : Gazette des Pays-Bas (à partir du no 12, 12 juin 1759).

En 1790 naît le Journal de Bruxelles dédié à la Patrie, qui prendra la suite de la Gazette et paraîtra jusqu'en 1800.